# GSC8333-458
GSC8333-458 — хімічно пекулярна зоря спектрального класу B1, що має видиму зоряну величину в смузі V приблизно 10,4.